# Амерички психо
Амерички психо (енгл. American Psycho) је амерички филм из 2000. године, у режији Мери Харон снимљен по истоименом роману Брета Истона Елиса.
Радња прати богатог и атрактивног бизнисмена Патрика Бејтмана, који од својих колега и пријатеља крије тајни идентитет серијског убице чије су жртве углавном младе жене. Главну улогу тумачи Кристијан Бејл, а остатак глумачке екипе чине Вилем Дафо, Џаред Лето и Рис Видерспун.
Критичари су филм оценили позитивно, а посебно су похвалили глуму Кристијана Бејла, коме је ова улога донела номинације за Награду онлајн удружења филмских критичара и Награду Емпајер.

## Радња
Патрик Бејтман је млад, привлачан и богат. Припада пословној елити Њујорка. Живи савршено, у супермодерном апартману, користи само најбоље производе, носи најскупљу одећу, једе најбољу храну. По дану је савршени млади пословни човек, а ноћу − савршени серијски убица.
Лепе младе жене држе га неодољивим и мало која ће одбити његов позив. Необуздан у сексу, инвентиван у злочину, Патрик помно бира средства за убијање, од моторне пиле до скупоцених ножева. Исти позив за савршенством опседа га у злочину и он повећава своју збирку лешева. Детектив Доналд Kимбал сумња да је Патрик злочинац, али нема доказа.

## Улоге
| Глумац         | Улога           |
| -------------- | --------------- |
| Кристијан Бејл | Патрик Бејтман  |
| Вилем Дафо     | Доналд Кимбал   |
| Џаред Лето     | Пол Ален        |
| Џош Лукас      | Крејг Макдермот |
| Саманта Матис  | Кортни Ролинсон |
| Клои Севињи    | Џин             |
| Кара Симор     | Кристи          |
| Џастин Теру    | Тимоти Брајс    |
| Рис Видерспун  | Евелин Вилијамс |